# ZrT TrackMania Cup 2018
 (janvier 2023).
- Si vous ne connaissez pas le sujet, laissez ce bandeau (vous pouvez alors contacter les auteurs).
- Si vous supprimez le contenu mis en cause (vous pouvez préalablement contacter les auteurs),

argumentez précisément cette suppression dans la page de discussion
(un manque de référence n'est pas un argument ; une recherche réelle de référence doit avoir été effectuée, être formellement documentée).
 (mai 2022).
Si vous disposez d'ouvrages ou d'articles de référence ou si vous connaissez des sites web de qualité traitant du thème abordé ici, merci de compléter l'article en donnant les références utiles à sa vérifiabilité et en les liant à la section « Notes et références ».
La ZrT TrackMania Cup 2018 est la sixième édition de la ZrT TrackMania Cup, la compétition internationale d'esport annuelle sur le jeu TrackMania²: Stadium organisée par ZeratoR.
Les qualifications ont lieu en ligne les 8 et 9 juin 2018. La grande finale, elle, est jouée le 30 juin 2018 au Zénith de Toulouse devant 80 000 spectateurs (5 000 sur place et 75 000 en ligne sur Twitch).
Pour cette sixième édition jouée en solo, CarlJr (Canada) conserve son titre et gagne pour la quatrième fois la compétition.
Bren (France) monte sur la deuxième marche du podium pour la troisième fois (il avait déjà finit 2e en 2015 et 2016) et améliore donc son résultat par rapport à l'édition précédente (4e).

Le podium est complété par Papou (France). Le joueur français Aurel prend la 4e place.

## Circuits et défis
Pour cette édition, ZeratoR a réalisé 14 circuits  (dont 1 circuit pour le défi en finale)[source insuffisante] :
| Nom                      | Nom                       |
| ------------------------ | ------------------------- |
| Carl of Dirty            | C'est laid, péage, Merde  |
| Dab itudevousavezuneidée | ZrT Ment                  |
| Forêt Fléchir            | Gradins d'Eau-Finnois     |
| Hanz o-K-ou en T         | I-Rave-Aux-Cables         |
| Pathfinding Was Taken 2  | Pédiluve Semiprank        |
| Sauce E-sport(végétale)  | SoT (Mythic Edition)      |
| TLBR                     | Dirt e-Dancing (map défi) |

Durant la Grande Finale, 3 défis ont été joués :
| Phase        | Défi                 | Circuit          | Description                                                        | Nombre de rounds |
| ------------ | -------------------- | ---------------- | ------------------------------------------------------------------ | ---------------- |
| Demi-finales | Le monde à l'envers  | ZrT Ment         | Les joueurs doivent jouer avec l'écran à l'envers.                 | 3                |
| Demi-finales | Je sais tout faire ! | Hanz o-K-ou en T | Les joueurs manette doivent jouer avec un clavier ; et vice-versa. | 3                |
| Finale       | Sans les mains       | Dirt e-Dancing   | Les joueurs doivent jouer avec un tapis de danse.                  | 2                |

## Compétition[3]

### Qualifications
| Tour                | Mode   | Format                   | Joueurs en lice | Joueurs qualifiés au tour suivant |
| ------------------- | ------ | ------------------------ | --------------- | --------------------------------- |
| Round #1            | Rounds | 20 poules de 142 joueurs | 2840            | 1200 (top 60 de chaque poule)     |
| Round #2            | Rounds | 10 poules de 120 joueurs | 1200            | 300 (top 30 de chaque poule)      |
| Round #3            | Rounds | 4 poules de 75 joueurs   | 300             | 80 (top 20 de chaque poule)       |
| Round #4            | Rounds | 4 poules de 20 joueurs   | 80              | 32 (top 8 de chaque poule)        |
| Huitièmes de finale | Rounds | 4 poules de 8 joueurs    | 32              | 16 (top 4 de chaque poule)        |
| Quarts de finale    | Rounds | 4 poules de 4 joueurs    | 16              | 8 (top 2 de chaque poule)         |

### Grande Finale
| Chapeau 1                      | Chapeau 2                     |
| ------------------------------ | ----------------------------- |
| CarlJr Plastorex Badlulu Aurel | Scrapie Bren Papou ReVoLuTioN |

#### Demi-finales
Les demi-finales se sont jouées en format Coupe. Dans ce format, le joueur doit, au fil des différentes courses obtenir 120 points, ce qui lui permet d'obtenir le statut de "Finaliste". Le barème des points est le suivant : 1er = 10 pts / 2e = 6 pts / 3e = 4 pts / 4e = 3 pts.
Une fois le statut de finaliste atteint, le joueur doit finir premier d'une course pour obtenir le statut de "Vainqueur", synonyme de qualification pour la finale.
| Rang | Joueur    | Points        |
| ---- | --------- | ------------- |
| 1    | Aurel     | 1er Vainqueur |
| 2    | Papou     | 2d Vainqueur  |
| 3    | Plastorex | 105           |
| 4    | Scrapie   | 95            |

| Rang | Joueur     | Points        |
| ---- | ---------- | ------------- |
| 1    | Bren       | 1er Vainqueur |
| 2    | CarlJr     | 2d Vainqueur  |
| 3    | Badlulu    | 104           |
| 4    | ReVoLuTioN | 91            |

#### Finale
La Finale s'est jouée en mode Coupe, comme pour les demi-finales. Le nombre de points à atteindre pour devenir "Finaliste" est de 140 et le barème des points est le suivant : 1er = 10 pts / 2e = 6 pts / 3e = 4 pts / 4e = 3 pts.
Une fois le statut de finaliste atteint, le joueur doit finir premier d'une course pour obtenir le statut de "Vainqueur", synonyme de victoire de la finale.
Seule la 2e place est jouée. Ainsi, le classement des deux autres joueurs est déterminé selon leur score au moment de la victoire du 2e. Toutefois, finir 3e ou 4e n'a pas d'importance du fait que le cashprize est identique.
| Rang               | Joueur | Score         | Récompense |
| ------------------ | ------ | ------------- | ---------- |
| Médaille d'or      | CarlJr | 1er Vainqueur | 1018€      |
| Médaille d'argent  | Bren   | 2nd Vainqueur | 500€       |
| Médaille de bronze | Papou. | Finaliste     | 250€       |
| 4                  | Aurel  | Finaliste     | 250€       |